# Reinickendorf (district)
Reinickendorf is een van de 12 districten (Verwaltungsbezirke) van Berlijn. Reinickendorf ligt in het noordwestelijk deel van de stad en hoorde tot 1990 bij West-Berlijn. Het district is deels gelegen in Barnim (streek).
Het district bestaat uit de stadsdelen Reinickendorf, Tegel, Konradshöhe, Heiligensee, Frohnau, Hermsdorf, Waidmannslust, Lübars, Wittenau, Märkisches Viertel, Borsigwalde.

## Politiek
Samenstelling districtsraad
Borsigwalde |
Frohnau |
Heiligensee |
Hermsdorf |
Konradshöhe |
Lübars |
Märkisches Viertel |
Reinickendorf |
Tegel |
Waidmannslust |
Wittenau
Charlottenburg-Wilmersdorf · 
Friedrichshain-Kreuzberg ·
Lichtenberg ·
Marzahn-Hellersdorf ·
Mitte ·
Neukölln ·
Pankow ·
Reinickendorf ·
Spandau ·
Steglitz-Zehlendorf ·
Tempelhof-Schöneberg ·
Treptow-Köpenick